# Halj meg máskor
A Halj meg máskor egy 2002-es brit kalandfilm, a huszadik, jubileumi James Bond-film, mivel az első, a Dr. No pont negyven éve, 1962-ben került a vászonra. Pierce Brosnan negyedszer és utoljára alakítja ebben a részben Bondot. Az évforduló miatt a filmben számos utalás található a korábbi részekre. Címadó dalának társszerzője és producere Mirwais Ahmadzaï, előadója pedig Madonna volt, aki szerepelt is a filmben. 

## Cselekmény
Bond (Pierce Brosnan) két társával együtt beszivárog Észak-Koreába likvidálni Tan-Sun Moon ezredest (Will Yun Lee), aki illegális forrásból származó afrikai gyémántokért cserébe modern fegyverekkel kereskedik. Azonban a bázison Moon ezredes öccse, Zao (Rick Yune), beazonosítja és leleplezi a 007-est és üldözőbe veszik őt a demilitarizált övezetben. Moon ezredes végül egy légpárnás harci járművel együtt egy szakadékba zuhan, de a brit ügynököt fogságba ejti Moon tábornok, az ezredes édesapja. 
James 14 hónapnyi raboskodás után szabadul ki, és közben az is kiderült, hogy valaki szándékosan elárulta kilétét. A szabadulásnak azonban ára volt, mivel Bondot Zaóért cserélték ki, aki meghiúsított egy kínai béketárgyalást. A gyanú szerint Zaó ehhez az információhoz a fogságban vallatott Bond révén jutott hozzá, ezért hozták ki Bondot cserével a fogságból. „M” (Judi Dench) nincs elragadtatva a fejleményektől, s visszavonja Bond dupla nullás státuszát, amíg nem tisztázódik a helyzet, Bond azonban megszökik a Hongkongban horgonyzó brit hadihajóról, ahol ápolták, hogy felkutassa Zaót. 
A nyomok egészen Kubáig vezetnek, ahol egy átalakítóklinikán rálel Zaóra, akitől gyémántokat zsákmányol (és persze romba dönti a klinikát), mielőtt az újra megszökik. Ezek vezetik egy titokzatos mágnás, Gustav Graves (Toby Stephens) nyomára, akinek izlandi gyémántbányái vannak és lényegében a semmiből bukkant elő a közelmúltban. Bond visszatér Londonba, ahol egy bajvívással tarkított izgalmas ismerkedéssel kerül kapcsolatba Graves-szel, aki meg is hívja Bondot izlandi birtokára, egy új, általa tervezett műhold demonstrációjára.
"M" visszaadja dupla nullás státuszát Jamesnek, ámde titokban mellé rendeli Miranda Frostot (Rosamund Pike), aki inkognitóban úgyszintén az MI6-nak dolgozik, miközben Graves titkárnője. Az izlandi jégpalotában a 007-es újra összefut Jinx (Halle Berry) CIA-ügynökkel, akivel még Kubában ismerkedett meg. Az estélyen a gyémántmágnás bemutatja Ikaroszt, ami a napfényt összegyűjtve a nappalnál is nagyobb világosságot képes eljuttatni a Föld bármely pontjára. Azonban felbukkan a torzzá vált Zao is a helyszínen, aki Gravest testvéri szeretettel köszönti. Így derül ki, hogy Gustav Graves valójában Tan-Sun Moon ezredes, aki túlélte a szakadékba zuhanást, és amíg Bond fogságban volt Észak-Koreában, addig őt teljesen "átszabták".
Bond és Jinx is elkezd szaglászni a jégkastély rejtett zugaiban, ám a 007-est előbb ágyba csábítja Miranda, segítőkésznek mutatkozik. Ám amikor Bond rajta üt a Graves bőrébe bújt Moon ezredesen, a titkárnő Gustav helyett Bondra céloz: kiderül, hogy ő volt az, aki a brit ügynököt Észak-Koreában elárulta, hiszen az ezredes segítette őt aranyéremhez a Sydney-i Olimpián vívásban.
Bár James kereket old Graves és bandája elől, Jinx csapdába esik a jégpalotában. A gyémántmágnás aktiválja Ikaroszt, ami valójában nem más mint egy koncentrált hősugarat kibocsátó pusztító fegyver. Így akar a brit ügynökkel végezni, sikertelenül. James visszalopódzkodik a palotához, ahol autós üldözés veszi kezdetét közte és Zao között. Zao a hősugár terhe alatt olvadó palotába vész autójával együtt, Bond pedig megmenti Jinxet mielőtt az teljesen megfullad a vízben.
A két ügynök együtt indul Graves nyomába, aki visszatért Észak-Koreába. Újfent beszivárognak a területre és feljutnak a mágnás gépére, ami újra felszáll, fedélzetén az északi vezérkari főnökökkel, köztük Moon tábornokkal. Gustav itt leleplezi magát apja és a vezérkar előtt és megkezdi Ikarosszal a demilitarizált zóna aknamezőinek megtisztítását, hogy a hadsereg lerohanhassa Dél-Koreát. Ám Moon tábornok tiltakozik fia terve ellen, mert az nukleáris háborúba torkolna, ezért Graves a saját apját lelövi.
A végső ütközet a levegőben veszi kezdetét: míg Jinx az áruló Mirandával vív párbajt, addig James és Moon ezredessel, vagyis Graves-szel verekszik meg. Az öntelt és hataloméhes ezredest végül a saját technológiai szörnyszülötte pusztítja el: James a megfelelő pillanatban aktiválja annak "páncélöltözetét", erre az Gravest alaposan megpirítja magasfeszültséggel. Kizuhanva a repülő utasteréből a hajtóműben leli csúnya halálát.
James és Jinx egy helikopterrel hagyják el nagy nehezen a darabokra hulló repülőgépet. Majd egy távoli szép helyen a pilótafülkében megtalált gyémántok társaságában élvezik tovább az életet.

## Szereplők
| Szerep                   | Színész           | Magyar hang        |
| ------------------------ | ----------------- | ------------------ |
| James Bond               | Pierce Brosnan    | Kautzky Armand     |
| Jinx                     | Halle Berry       | Liptai Claudia     |
| Gustav Graves            | Toby Stephens     | Rékasi Károly      |
| Miranda Frost            | Rosamund Pike     | Balázs Ági         |
| Zao                      | Rick Yune         | Szabó Győző        |
| M                        | Judi Dench        | Tímár Éva          |
| Q                        | John Cleese       | Balázs Péter       |
| Damian Falco             | Michael Madsen    | Gesztesi Károly    |
| Moon ezredes             | Will Yun Lee      | Zámbori Soma       |
| Moon tábornok            | Kenneth Tsang     | Dengyel Iván       |
| Raoul                    | Emilio Echevarría | Szersén Gyula      |
| Vlad                     | Mikhail Gorevoy   | Magyar Attila      |
| Mr. Kil                  | Lawrence Makoare  | Schneider Zoltán   |
| Charles Robinson         | Colin Salmon      | Ifj. Jászai László |
| Miss Moneypenny          | Samantha Bond     | Kocsis Mariann     |
| Mr. Chang, hoteligazgató | Ho Yi             | Incze József       |
| `A vágy csendes forrása` | Rachel Grant      | Agócs Judit        |
| Dr. Alvarez              | Simón Andreu      | Rajhona Ádám       |
| Chandler tábornok        | Michael G. Wilson | Gruber Hugó        |
| Verity                   | Madonna           | Udvaros Dorottya   |